# Cratere Celmis
Celmis è un cratere sulla superficie di Dattilo.